# Limnothrissa miodon
Limnothrissa miodon is een straalvinnige vissensoort uit de familie van de haringen (Clupeidae). De wetenschappelijke naam van de soort is voor het eerst geldig gepubliceerd in 1906 door Edward George Boulenger.